# ジェネシー (艦隊曳船)
|          | |
| 艦歴     | |
| 発注:    | |
| 起工:    | |
| 進水:    | 1905年 |
| 就役:    | 1917年11月10日 |
| 退役:    | 1917年7月27日 |
| その後:  | 1942年5月5日にコレヒドールで沈没（ジェネシー） 1944年11月6日にルバング島近海で沈没（第百七号哨戒艇）                                |
| 除籍:    | 1945年1月10日（第百七号哨戒艇） |
| 性能諸元 | |
| 排水量:  | 688トン（ジェネシー） 1,190トン（第百七号哨戒艇）                                                                                   |
| 全長:    | 170 ft (51.8 m) |
| 全幅:    | 29 ft (8.8 m) |
| 吃水:    | 16 ft (4.9 m) |
| 機関:    | 吸鍔式機械またはピストン式機械 |
| 最大速:  | 15ノット (27.8 km/h) |
| 乗員:    | 定員105名 兵科56名、機関科43名、工作科2名、衛生科1名、主計科5名（第百七号哨戒艇）                                                   |
| 兵装:    | 50口径3インチ砲1門（ジェネシー） 短八糎高角砲1基、九六式二十五粍高角機銃3基、九四式爆雷投射機1基、爆雷投下軌条2基（第百七号哨戒艇） |

ジェネシー (USS Genesee, AT-55) はアメリカ海軍の艦隊曳船。1942年（昭和17年）5月5日にコレヒドールで自沈。その後引き揚げられて日本の第百七号哨戒艇（だいひゃくななごうしょうかいてい）となった。1944年（昭和19年）11月6日に米軍機によって撃沈された。

## ジェネシーとして
ジェネシーの前身は1905年建造のモノカシー (Monocacy) である。1917年7月27日にフィラデルフィア・アンド・レディング鉄道から海軍が取得。1917年11月10日にジェネシーとして就役した。
1917年11月20日にフィラデルフィアを出航し、ニューロンドンで船団と合流して1918年1月27日にアイルランドのクイーンズタウンに到着した。その後は第一次世界大戦の終わりまでブレーマーハーフェンからクイーンズタウンの間の海域で活動した。ルエラ (USS Luella) をクイーンズタウンからブレストまで曳航した後、1918年12月31日にアゾレス諸島のポンタ・デルガダに着き、そこで1919年4月1日まで曳船として使用された。1919年4月1日、ブレストへ向けて出航。同地で活動後9月30日からの7ヶ月間はスパーラト、ダルマチア、カステラ湾で活動した。
続いてジェネシーは極東に配備され、1920年9月7日にルソン島のキャビテに到着した。1921年に夏には艦隊と共に中国の煙台市を訪れた。その後も極東で活動したが、太平洋戦争中の1942年5月5日に捕獲を避けるためコレヒドール島で自沈した。
ジェネシーは第二次世界大戦の戦功で1個の従軍星章を受章した。

## 第百七号哨戒艇として
自沈したジェネシーは、日本海軍の手で引き揚げられた。復旧工事の後、1944年4月20日に第百七号哨戒艇と命名、哨戒艇に類別、本籍を佐世保鎮守府に定められる。第三南遣艦隊附属に編入。しかし、何分沈没していた上に老朽艦だった故、艇籍編入後も各種工事や改修、乗組員の教育が行われた。10月に一応の工事が終わり、10月13日に臨戦準備の傍らで公試運転を施行したが舵の動作が不良のため2日間で終わり、再び工事が行われた。工事終了後、10月28日に引き渡し式が行われ、正式に就役した。10月29日、軍隊区分北菲部隊第一掃蕩隊に配置。その後は多号作戦支援のためマニラ湾に出動して対潜哨戒を行った。
11月5日朝、第百七号哨戒艇は引き続き多号作戦支援任務中、ルバング島沖で第38・3任務群のF6Fヘルキャット16機の攻撃を受け、爆雷庫や烹炊所などに被弾し炎上、航行不能となった。その後、第53号駆潜艇の応援を得て消火し、夜を徹して応急修理に務めた後、人力操舵によってマニラに向かったが、翌6日朝、SB2Cヘルダイバー6機の攻撃を受け、艦橋と機関室に被弾して全艇が炎上し、北緯14度23分 東経120度25分 / 北緯14.383度 東経120.417度の地点で沈没した。
第百七号哨戒艇長
1. 山田常三 大尉：1944年6月15日[11] - 1944年11月6日 戦死、同日付任海軍少佐[12]